# Sant German de Lembron
Sant German de Lembron (en francès Saint-Germain-Lembron) és un municipi francès situat al departament del Puèi Domat i a la regió d'Alvèrnia-Roine-Alps. L'any 2007 tenia 1.730 habitants.

## Demografia

### Població
El 2007 la població de fet de Saint-Germain-Lembron era de 1.730 persones. Hi havia 740 famílies de les quals 236 eren unipersonals (80 homes vivint sols i 156 dones vivint soles), 260 parelles sense fills, 196 parelles amb fills i 48 famílies monoparentals amb fills.
La població ha evolucionat segons el següent gràfic:
Habitants censats

### Habitatges
El 2007 hi havia 921 habitatges, 758 eren l'habitatge principal de la família, 54 eren segones residències i 109 estaven desocupats. 773 eren cases i 146 eren apartaments. Dels 758 habitatges principals, 534 estaven ocupats pels seus propietaris, 195 estaven llogats i ocupats pels llogaters i 29 estaven cedits a títol gratuït; 11 tenien una cambra, 41 en tenien dues, 142 en tenien tres, 269 en tenien quatre i 295 en tenien cinc o més. 491 habitatges disposaven pel capbaix d'una plaça de pàrquing. A 344 habitatges hi havia un automòbil i a 302 n'hi havia dos o més.

### Piràmide de població
La piràmide de població per edats i sexe el 2009 era:
| Homes | Edats   | Dones |
| ----- | ------- | ----- |
| 0     | 95 o +  | 0     |
| 0     | 90 a 94 | 4     |
| 8     | 85 a 89 | 36    |
| 8     | 80 a 84 | 16    |
| 20    | 75 a 79 | 44    |
| 20    | 70 a 74 | 44    |
| 52    | 65 a 69 | 48    |
| 64    | 60 a 64 | 32    |
| 28    | 55 a 59 | 60    |
| 72    | 50 a 54 | 72    |
| 68    | 45 a 49 | 52    |
| 56    | 40 a 44 | 52    |
| 72    | 35 a 39 | 60    |
| 68    | 30 a 34 | 56    |
| 40    | 25 a 29 | 56    |
| 16    | 20 a 24 | 24    |
| 48    | 15 a 19 | 52    |
| 52    | 10 a 14 | 40    |
| 68    | 5 a 9   | 44    |
| 24    | 0 a 4   | 36    |

## Economia
El 2007 la població en edat de treballar era de 1.071 persones, 756 eren actives i 315 eren inactives. De les 756 persones actives 685 estaven ocupades (372 homes i 313 dones) i 71 estaven aturades (29 homes i 42 dones). De les 315 persones inactives 113 estaven jubilades, 76 estaven estudiant i 126 estaven classificades com a «altres inactius».

### Ingressos
El 2009 a Saint-Germain-Lembron hi havia 789 unitats fiscals que integraven 1.741,5 persones, la mediana anual d'ingressos fiscals per persona era de 16.724 €.

### Activitats econòmiques
Dels 94 establiments que hi havia el 2007, 1 era d'una empresa extractiva, 4 d'empreses alimentàries, 4 d'empreses de fabricació d'altres productes industrials, 15 d'empreses de construcció, 21 d'empreses de comerç i reparació d'automòbils, 6 d'empreses de transport, 8 d'empreses d'hostatgeria i restauració, 3 d'empreses financeres, 1 d'una empresa immobiliària, 5 d'empreses de serveis, 21 d'entitats de l'administració pública i 5 d'empreses classificades com a «altres activitats de serveis».
Dels 26 establiments de servei als particulars que hi havia el 2009, 1 era una oficina d'administració d'Hisenda pública, 1 gendarmeria, 1 oficina de correu, 1 una oficina bancària, 3 tallers de reparació d'automòbils i de material agrícola, 1 autoescola, 2 paletes, 2 guixaires pintors, 2 fusteries, 2 lampisteries, 3 electricistes, 1 empresa de construcció, 4 perruqueries, 1 veterinari i 1 restaurant.
Dels 10 establiments comercials que hi havia el 2009, 2 eren botiges de menys de 120 m², 2 fleques, 2 carnisseries, 2 llibreries, 1 un drogueria i 1 una floristeria.
L'any 2000 a Saint-Germain-Lembron hi havia 19 explotacions agrícoles que ocupaven un total de 897 hectàrees.

## Equipaments sanitaris i escolars
Els 2 equipaments sanitaris que hi havia el 2009 eren farmàcies.
El 2009 hi havia 1 escola maternal i 1 escola elemental. Saint-Germain-Lembron disposava d'un col·legi d'educació secundària amb 284 alumnes.

## Poblacions més properes
El següent diagrama mostra les poblacions més properes.